# Alexandre Léontieff
Alexandre Léontieff (* 20. Oktober 1948 in Teahupoo; † 2. März 2009) war Abgeordneter der Französischen Nationalversammlung (1986–1993) und Präsident von Französisch-Polynesien (1987–1991).

## Leben
Alexandre Léontieff wurde 1948 als Sohn des russischstämmigen Max Leontieff und der Polynesierin Ruita Teahu in Teahupoo auf Tahiti geboren. Er wurde an der Universität Rennes 1 in Wirtschaftswissenschaften promoviert. In den 1980er Jahren war er Mitglied der Partei Tāhōʻēraʻa huiraʻatira und Schützling des Präsidenten Französisch-Polynesiens Gaston Flosse, bis er sich 1987 von ihm trennte und seine eigene Partei Te Tiarama gründete. 1987 wurde er durch ein Misstrauensvotum gegen den von Gaston Flosse eingesetzten Präsidenten Jacques Teuira mit nur einer Stimme Mehrheit Präsident des Territoriums bis 1991.
Im Oktober 1997 wurde er wegen Korruption zu sechs Monaten Haft auf Bewährung verurteilt. Im Mai 1998 wurde er von der 17. Pariser Strafkammer erneut wegen Korruption zu zwei Jahren Haft und einer Geldbuße von einer Million Francs verurteilt. Er ging in Berufung und wurde daraufhin 2001 zu zwei Jahren Haft und einer Geldbuße von 20.000 Francs verurteilt. Ab 2004 war er Direktor der Sozialversicherung von Französisch-Polynesien, Caisse de prévoyance sociale, bis er am 2. März 2009 im Alter von 60 Jahren nach einem Herzanfall verstarb.